# Malu (okręg Ardżesz)
Malu – wieś w Rumunii, w okręgu Ardżesz, w gminie Bârla. W 2011 roku liczyła 341 mieszkańców.